# Eburia consobrina
Eburia consobrina es una especie de escarabajo del género Eburia, familia Cerambycidae. Fue descrita científicamente por Jacquelin du Val en 1857.
Habita en Cuba y Jamaica. Los machos y las hembras miden aproximadamente 14-32 mm.